# Araneus grossus
Araneus grossus (C. L. Koch, 1844) è un ragno appartenente alla famiglia Araneidae.

## Distribuzione
La specie è stata rinvenuta in diverse località della regione compresa fra l'Europa e l'Asia centrale.

## Tassonomia
Non sono stati esaminati esemplari di questa specie dal 2009.
Attualmente, a dicembre 2013, non sono note sottospecie.